# Primula hookeri
Primula hookeri är en viveväxtart som beskrevs av David Allan Poe Watt. Primula hookeri ingår i släktet vivor, och familjen viveväxter. Utöver nominatformen finns också underarten P. h. violacea.